# Burcht Klopp
De Burcht Klopp (Duits: Burg Klopp) is een in de 19e eeuw herbouwde hoogteburcht in Bingen am Rhein, Rijnland-Palts. 

## Geschiedenis

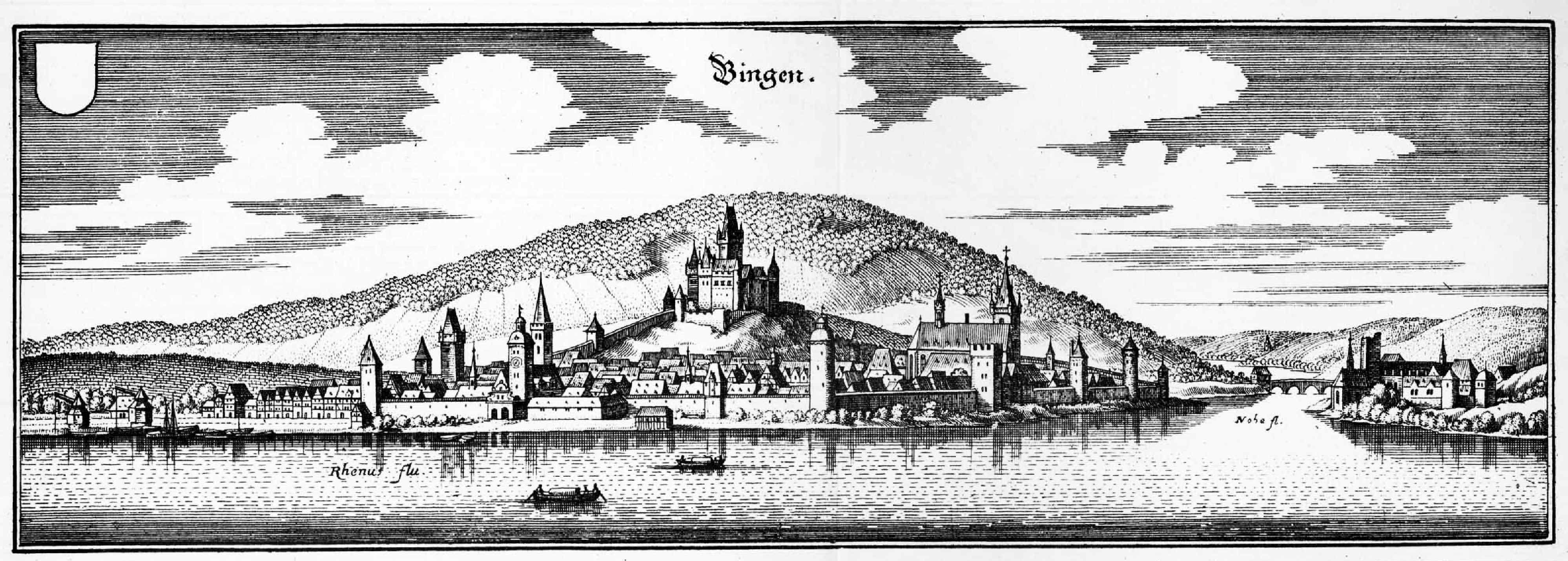
Bingen (Merian)

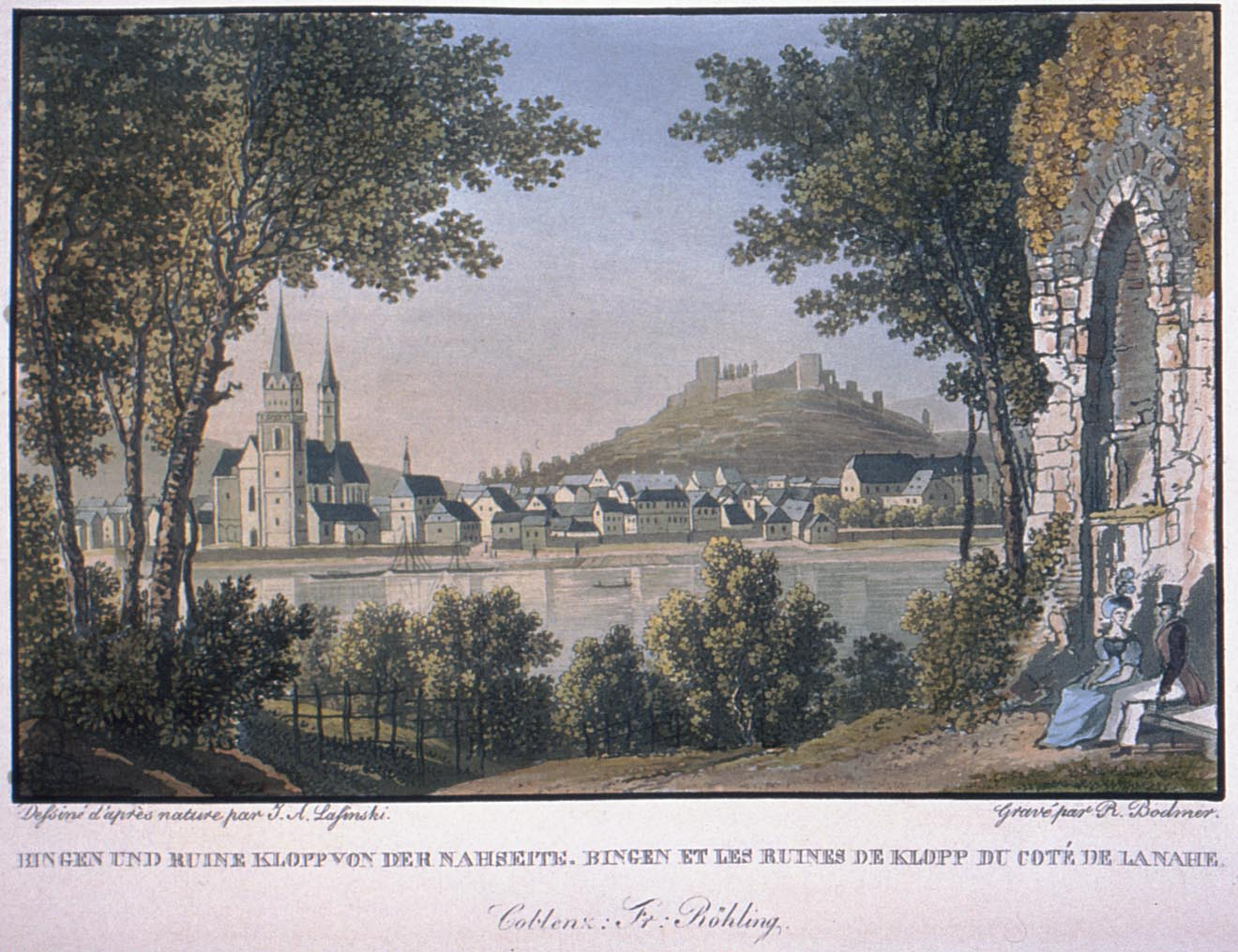
Bingen met Sint-Martinuskerk en de toenmalige rüïne van Burcht Klopp

De burcht werd tussen 1240 en 1277 gebouwd met als doel een verdere versterking van de tolgrens van Keur-Mainz, die samen met de burcht Ehrenfels aan de andere kant van de Rijn en de in de 14e eeuw gebouwde Muizentoren werd gevormd. Uiterst onwaarschijnlijk is de Romeinse oorsprong van de burcht, omdat volgens recent onderzoek de Kloppberg waarop de burcht is gelegen geen deel uitmaakte van het Romeinse Bingium. 
Nadat aartsbisschop Diederik Schenk van Erbach stad en burcht aan het domkapittel van Mainz verkocht, diende het gebouw als dwangburcht om de naar onafhankelijkheid strevende stedelingen te kunnen blijven controleren. Op de verwoestingen van de Dertigjarige Oorlog volgde de wederopbouw, maar al in 1689 werd de burcht in de Paltse Successieoorlog door Franse troepen opnieuw verwoest. De laatste resten van de oude burcht werden tijdens de Spaanse Successieoorlog in 1711-1712 door Mainz opgeblazen om te voorkomen dat de tegenstander de burcht zou kunnen gebruiken. 
Via verschillende eigenaren kwam de ruïne in 1853 in handen van de Keulse koopman Ludwig Maria Cron die de burcht nieuw leven inblies.
Het huidige gebouw op de Kloppberg is het resultaat van een in het kader van de Rijnromantiek gebouwd kasteel in de 19e eeuw. De brug, het poortgebouw, de weergang en de bergfried werden in opdracht van Ludwig Maria Cron opgetrokken. In de jaren 1875-1879 liet de architect en burgemeester Eberhard Soherr het neogotische hoofdgebouw als zomerresidentie herrijzen. Middeleeuws zijn alleen de onderste muren van de bergfried, de slotgracht en delen van de zuidelijke ringmuur met resten van de weergang.  
Sinds 1897 zetelt het stadsbestuur in dit gebouw. In de toren van de burcht is een museum gevestigd. 